# Боргата дела Страдела (Ферара)
Боргата дела Страдела (итал. Borgata della Stradella) је насеље у Италији у округу Ферара, региону Емилија-Ромања.
Према процени из 2011. у насељу је живело 22 становника. Насеље се налази на надморској висини од 4 м.